# Leon Bończa Rutkowski
Leon Rutkowski herbu Bończa (ur. 1805 w Gołyszynie, zm. 15 sierpnia 1863 w Glanowie) – powstaniec listopadowy, dzierżawca majątku w Glanowie.
Syn Walentego i Marianny z Wolnickich. Miał trzech braci: Leopolda, Józefa i Maksymiliana. Wszyscy brali udział w powstaniu listopadowym, skutkiem czego Rutkowscy przypłacili ruiną i utratą rodzinnego majątku Wilków.

## Udział w Powstaniu Listopadowym
Leon Bończa-Rutkowski w 1830 r. był zawodowym podoficerem w Pułku Grenadierów Gwardii w stopniu st. sierżanta. Po wybuchu powstania listopadowego awansowany na stopień oficerski, służył w Pułku Grenadierów w 4 Dywizji Piechoty, a następnie w 13 Pułku Piechoty Liniowej w tejże dywizji. Brał udział w bitwie o Olszynkę Grochowską, w której wykazał się bohaterstwem, za co został odznaczony 17 września 1831 r. Krzyżem Złotym Orderu Virtuti Militari. W trakcie kampanii poznał Stanisława Nováka z patriotycznej rodziny szlacheckiej z Małopolski. Obu towarzyszy broni połączyła dozgonna przyjaźń.
Ranny, przebywał w szpitalu w Modlinie. Po leczeniu, w październiku 1831, w stopniu porucznika, został zwolniony z wojska i powrócił w rodzinne strony. Po utracie zrujnowanego majątku rodzinnego w Wilkowie był dzierżawcą różnych majątków w dawnym województwie krakowskim. W 1856 został dzierżawcą majątku Glanów, należącego w tym czasie do rosyjskiego generała Mikołaja barona Korffa.
Ze związku małżeńskiego z Józefą z Filipowskich miał dwoje dzieci: syna Teofila i córkę Mariannę. Teofil Rutkowski walczył w powstaniu styczniowym w oddziale Langiewicza. Zięć Rutkowskiego, Konstanty Novák, usynowiony bratanek przyjaciela, również aktywnie uczestniczył w powstaniu.

## Obrona dworu w Glanowie
15 sierpnia 1863 w Glanowie, w czasie powstania styczniowego, oddział 20 powstańców pod dowództwem Aleksandra Krukowieckiego, został odcięty przez kolumnę wojsk rosyjskich od głównego oddziału braci Edwarda i Gustawa Habichów i atakowany, schronił się w dworze w Glanowie. Wkrótce rozpoczęła się zacięta walka z otaczającym dwór wojskiem carskim. Leon Bończa-Rutkowski wziął w niej czynny udział. Jako weteran wojenny z doświadczeniem dowódczym, praktycznie przejął dowództwo nad powstańcami. Po czterogodzinnej walce, w której wojsko spaliło zabudowania gospodarcze oraz dach dworu, Rosjanie odstąpili od oblężenia, tracąc około 60 zabitych. Dwór został skutecznie obroniony i przeszedł do legendy jako symbol heroizmu powstańców.
Straty Polaków wyniosły 9 zabitych oraz jedna osoba cywilna, kobieta pracująca w dworze. Leon Bończa-Rutkowski, tuż po skończonej bitwie, został śmiertelnie trafiony kulami maruderów rosyjskich, ukrytych w piwniczce dworskiej i zmarł wieczorem tegoż dnia.
Jest pochowany na Starym Cmentarzu w Imbramowicach, we wspólnej mogile z przyjacielem Stanisławem Novákiem.

## Linki zewnętrzne

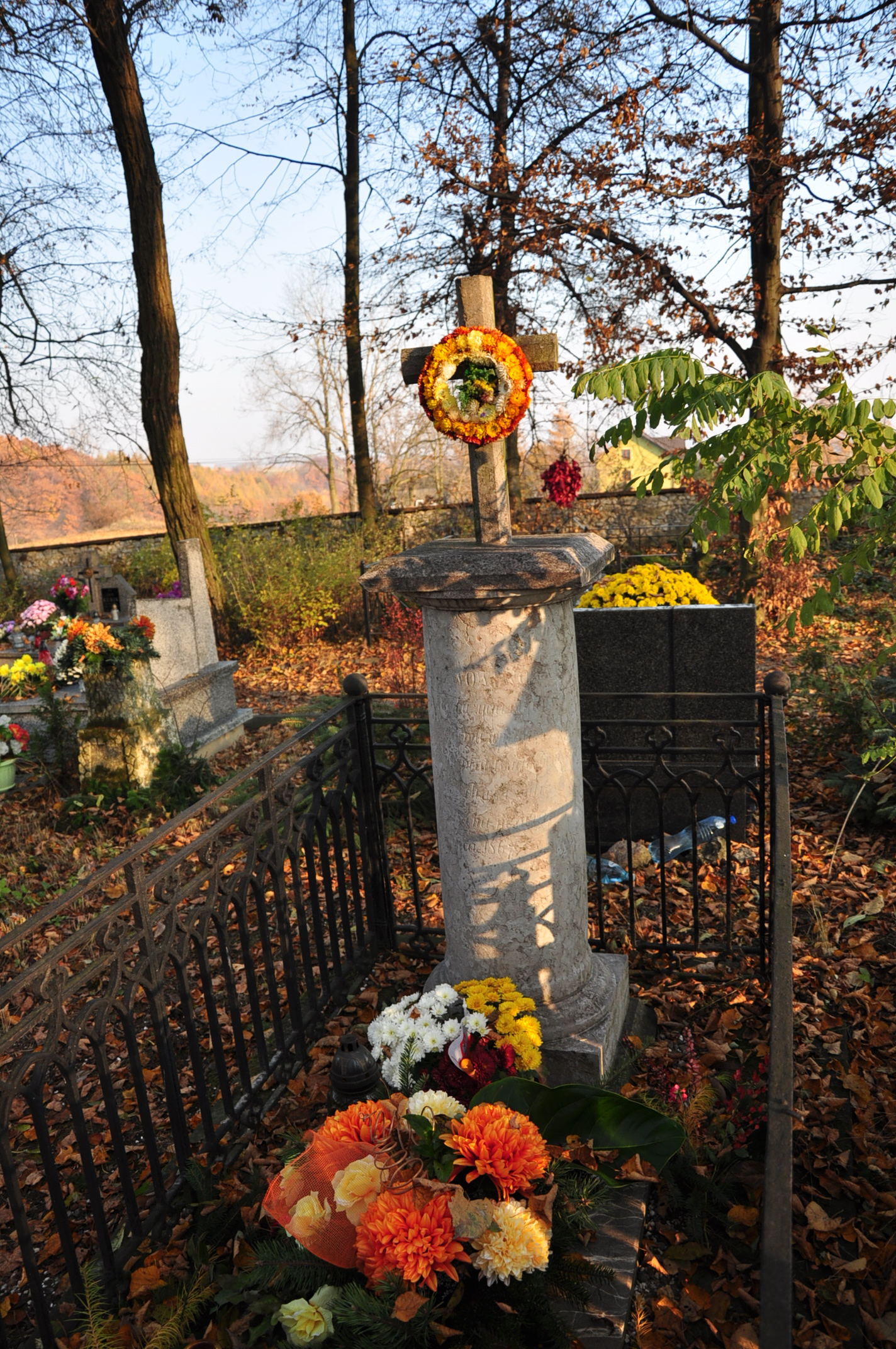
Mogiła Leona Bończy Rutkowskiego
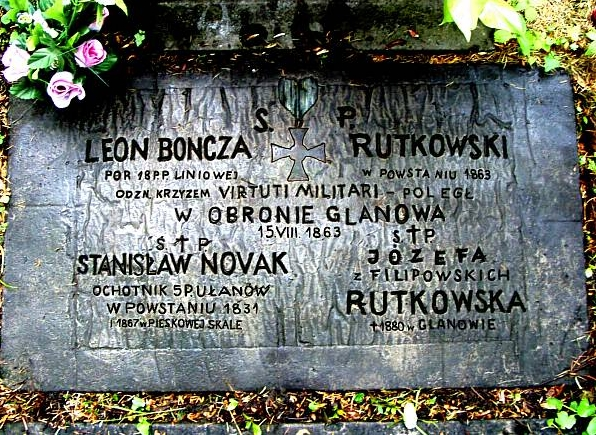
Płyta nagrobna na mogile Leona Rutkowskiego i Stanisława Nováka